# Лејкланд (Минесота)
Лејкланд (енгл. Lakeland) град је у америчкој савезној држави Минесота.

## Демографија
По попису из 2010. године број становника је 1.796, што је 121 (-6,3%) становника мање него 2000. године.
| Група             | 2000.         | 2010.         |
| Белци             | 1.860 (97,0%) | 1.730 (96,3%) |
| Афроамериканци    | 0 (0,0%)      | 6 (0,3%)      |
| Азијати           | 7 (0,4%)      | 20 (1,1%)     |
| Хиспаноамериканци | 20 (1,0%)     | 21 (1,2%)     |
| Укупно            | 1.917         | 1.796         |